# ラッシング・ビート
『ラッシング・ビート』(RUSHING BEAT)は、1992年3月27日にスーパーファミコン用ソフトとしてジャレコから発売されたベルトスクロールアクションゲームである。日本国外でのタイトルは『Rival Turf!』。

## 概要
カプコンより発売された『ファイナルファイト』（1989年）で一世を風靡したベルトスクロールアクションゲームの一作品として制作された。なお、スーパーファミコンオリジナル作品としては好評を博してシリーズ化されている。

## ゲーム内容

### システム
十字キーと3つのボタンを使用し、ボタンはそれぞれ攻撃、ジャンプ、特殊攻撃に割り当てられている。また、LもしくはRボタンを押しながら移動するとダッシュすることができる（なお、続編ではダッシュは、十字キーの左右どちらかを続けて2回押すというものへ変更されている）。攻撃ボタンを連打することで連続技となり、また、攻撃をジャンプ、ダッシュと組み合わせることでジャンプ技、ダッシュ技となる他、敵に組みついた状態で攻撃ボタンを押すことにより組み技をかける事ができる。特殊攻撃ボタンを押すことで周りの敵を攻撃する特殊攻撃が発動するが、倒した敵5人分の成績が減ってしまう。また、倒した敵数スコアの合計が5人未満となると特殊攻撃を出すことが出来なくなる。

### 怒りモード
本作やシリーズ作品に採用されているシステム。プレイヤーキャラクターが敵からある程度ダメージを受けると体が点滅し、一定時間無敵となる。無敵になっている間は攻撃力が増加し、また、特定の攻撃（初代では特定の組み技とダッシュ技、『乱』及び『修羅』では特定の組み技）がより強力なものへと変化する。なお、怒りモードの有無はオプションで設定することが可能。ちなみに『乱』及び『修羅』では、特定のコマンドを入力することで、怒りモード時に出せる強力な投げ技を通常時でも使う事ができる。

### アイテム
本作に登場するアイテムを記述する。
攻撃アイテム
- ナイフ、岩、レンガ - 前方に投げつけて敵を攻撃する。
- ダイナマイト、手榴弾 - 放物線を描くように投げつけ、地面に落ちると爆発して敵にダメージを与える。なお、爆発に巻き込まれるとこちらもダメージを受けてしまう。
- スパナ、バット、サーベル - 武器を直接振って攻撃する。なお、敵に投げつける、その場に置くといった事は出来ない。

体力回復アイテム
- ソフトドリンク - 体力を約8分の1回復させる。
- ホットドッグ - 体力を約4分の1回復させる。2人同時プレイの時のみ出現する。
- すし - 体力を約2分の1回復させる。
- 鳥の丸焼き - 体力を全回復させる。

### VSモード
対戦格闘ゲームのようにプレイヤー同士で対戦するモード。プレイヤーキャラクターであるノートンとビルドを使用する。1P側と2P側とで対戦し、先に2勝した方が勝利となる。

### 英語版
英語版(Rival Turf!)では変更点が点在している。以下に列挙する。
- ほとんどのキャラクターの名前などが変更されている(下記参照)。
- 物語の舞台がネオ・シスコ州という架空の都市からロサンゼルスになっている。
- 日本版はオプションで難易度を変えたりストック数を増減させることが出来るが、英語版ではそのような変更は出来ずに、代わりにステージ中に流れるBGMのON/OFFの切り替えやSEの試聴が出来る。
- キャラクターのライフをゼロにした時、日本版では対象キャラクターの顔の部分に「死」の文字と「×」の文字が交互に点滅するが、英語版では「死」の文字はカットされ、その部分に対象キャラクターの顔が表示される仕様となった。

## 設定

### ストーリー
ネオ・シスコ州警察刑事課所属のリック・ノートンは、ルポライターとして働く妹のマリアを誘拐されてしまう。犯人はマリアの身柄と引き換えに、彼女が預けたビデオテープを引き渡すよう要求してきた。折しもネオ・シスコではジーカスと呼ばれる新型覚醒剤が蔓延。その密売組織の実体は『ジョウカル』という名前以外は謎に包まれていた。ノートンは父親代わりのダグラス・ビルド(ネオ・シスコ州警察巡査部長)と組み、ジョウカル壊滅に向かう。

### ステージ構成
本作のステージを記述する。()内はステージの舞台名。
ステージ1・あかつきのストリート(POLICE ST.)
ストリート→バス車内→シティ・スタジアム前（ボス）と進む。
ステージ2・スタジアムの死とう(CITY STADIUM)
シティ・スタジアム内での戦い。スタジアム内部→ロッカー室→駐車場(ボス）と進む。
ステージ3・ゆうやみのまてんろう(SKYSCRAPER)
夕暮れ時の街が舞台。前半はストリートを進み、後半は建物屋上でボスと戦う。
ステージ4・あんこくのなんべいたいりく(SOUTHERN MT.)
このステージから舞台が南米へと変わる。ジャングル→集落→川沿い（ボス）と進む。なお、このステージで特定の条件を満たすと、隠しワープルームへ行く事ができる。
ステージ5・せんりつのみなと(SOUTHERN PORT)
港が舞台。倉庫、事務所を経由しボスと戦う。
ステージ6・決せん！ジョウカルけんきゅうじょ(JOUCAL'S LAB)
ジョウカル研究所での最終決戦。道中で3人のボスキャラクターが再登場してくる。

## 登場人物

### プレイヤーキャラクター
以降の太字は英語版での名称。
リック・ノートン(RICK NORTON)(JACK FLAK)
本作の主人公。ネオ・シスコ州警察で刑事を務める26歳。妹に駆け出しルポライターのマリアがいる。スピードタイプのキャラクターで、ジャンパーとジーンズを着用した青年。飛び蹴り、スライディング、背負い投げ、バック・ドロップといった技を持つ。怒りモード時には背負い投げが竜巻投げに、スライディングがスライディング・ラッシュへと強化される。
ダグラス・ビルド(DOUGLAS BILD)(OOZIE NELSON)
元プロレスラーという経歴をもつ44歳のネオ・シスコ州警察巡査部長。パワータイプのキャラクターで、警察の制服を着た大男。ボディ・アタック、アックスボンバー、サンダーファイヤーパワーボム、フランケンシュタイナー、金的攻撃といった技を持つ。怒りモード時にはサンダーファイヤーパワーボムが天井パワーボムに、アックスボンバーがラッシング・ボンバーへと強化される。
英語版では日本版より肌の色が黒くなっている。

### 敵キャラクター
英語版で名称が違うキャラクターはスペルを2種類並べている。

#### 雑魚キャラクター
カミカゼ / ライド(KAMIKAZE / RIDE)(BULLET / CASE)
最も弱い雑魚キャラクター。頭に鉢巻を巻いている男がカミカゼ、フルフェイスのヘルメットを被っている男がライド。パンチで攻撃をしてくる。
スリック / ボブ(SLICK / BOB)(SKINNY / REGGIE)
長身、細身の敵。スキンヘッドの白人がスリック、やや髪が長い黒人がボブ。キックで攻撃してくる他、場所によってはダイナマイトを投げてくる。
ショウ / リュウ(SHO / RYU)(WARRLIR / DINGO)
忍装束のようなものを着た大柄な敵。緑の忍装束をまとった男がショウ、澄色の忍装束をまとった男がリュウ。近距離だと張り手と攻撃力の高い回し蹴り、距離が離れると前進しながらの回転蹴り(竜巻旋風脚)を仕掛けてくる。
ブッチー / ビッグ・エル(BUTCHY / BIG EL)(BUTCH / LOUIE)
肥満体型の敵。ハゲ頭で眼鏡をかけている男がブッチー、ヘルメットのようなものを被っている男がビッグ・エル。攻撃力が高く、特に大ジャンプから繰り出されるエルボードロップはこちらの体力の約3分の2を奪うほど。
カトウ / ポー(KATO / POE)(GORD / KATO)
格闘家タイプの敵。頭に鉢巻を巻いている男がカトウ、帽子を逆向きに被っている男がポー。飛び蹴り、投げ技で攻撃してくる他、こちらの攻撃をバク転で回避することがある。
アーノルド / ギガンテ(ARNOLD / GIGANTE)
筋肉質の敵。サングラスをかけている男がアーノルド、色黒の肌の男がギガンテ。攻撃力が高く、特に投げ技はこちらの体力の約3分の2を奪う。

#### ボスキャラクター
シン(SINGH)(GENIE)
ステージ1のボス。頭にターバンを巻いた大男。手に持つサーベルで攻撃してくる他、サーベルを落とすとそれを優先的に拾おうとしてくる。また、ステージ6で再登場してくる。
ホンキー(HONKY)(SLEDGE)
ステージ2のボス。ラジカセを抱え、頭にヘッドホンを付けたハゲ頭の黒人。ジャンプしてからの頭突きで攻撃してくる他、カミカゼの乗った車を呼ぶことがある（なお、この車には当たり判定があり、轢かれると敵、プレイヤー側ともに大ダメージを受ける）。
T オマリー(T OMARI)(SLASHER)
ステージ3のボス。仮面を被っている。キック、両手を合わせてのチョップで攻撃してくる他、背景の手すりの上に飛び乗ったのち、腕を広げてのダイビング攻撃を仕掛けてくる。また、ステージ6で再登場してくる。
キャプテン(CAPTAIN)
ステージ4のボス。サングラスをかけたハゲ頭で大柄な男。16文キック、こちらを掴んだ後で地面に叩きつけるといった攻撃の他、口笛でカミカゼを呼ぶことがある。
カーン(KARN)(ICE MAN)
ステージ5のボス。スーツに覆面という怪しい格好で登場してくる。回転キック、掴み攻撃といった技を使用する他、ステージ6でやや強化されて再登場してくる。
キンターク(KINTARK)(BIG AL)
ステージ6のボス。ジョウカルのボスであり、本作のラストボスである道着姿の男。巴投げ、口からエネルギー弾を吐く、一度空中に上昇してからの突進攻撃といった技を使用してくる。また、ある程度ダメージを与えると体が赤くなり、しばらくこちらの攻撃を受け付けなくなる。
実はリック・ノートン及びマリア・ノートンの父親であり、彼を倒した後エンディングでそれが明らかになる。

## 移植版
| No. | タイトル                                       | 発売日                                       | 対応機種        | 開発元   | 発売元             | メディア                            | 型式 | 売上本数 | 備考 |
| --- | ---------------------------------------------- | -------------------------------------------- | --------------- | -------- | ------------------ | ----------------------------------- | ---- | -------- | ---- |
| 1   | PAL Rival Turf! ラッシング・ビート Rival Turf! | PAL 2010年10月8日 2010年12月7日 2011年5月2日 | Wii             | ジャレコ | シティコネクション | ダウンロード (バーチャルコンソール) | -    | -        |      |
| 2   | ラッシング・ビート                             | 2011年3月22日                                | Windows         | ジャレコ | D4エンタープライズ | ダウンロード (プロジェクトEGG)      | -    | -        |      |
| 3   | Rival Turf! ラッシング・ビート                 | 2015年5月28日 2015年9月30日                  | Wii U           | ジャレコ | シティコネクション | ダウンロード (バーチャルコンソール) | -    | -        |      |
| 4   | スーパーファミコン Nintendo Classics           | 2022年5月27日                                | Nintendo Switch | 任天堂   | 任天堂             | ダウンロード                        | -    | -        |      |

『スーパーファミコン Nintendo Classics』版では、雑魚敵の「RYU」、ボス敵の「SINGH」の名前が、それぞれ海外版と同じ名称の「DINGO」、「GENIE」に変更されている。

## スタッフ
- メイン・プログラマー：PANIC YUMA
- サブ・プログラマー：AZVEAR-S、KURONEKO T.OHARA（大原健志）
- サポート・プログラマー：PAPA SEKIYA（せきやひとし）、DRAGONS2 M.SHIRATO（しらとまなぶ）、---HYU---（内田哉）
- グラフィック・デザイナー：くらもち のぶゆきまる さいだい24もじ（倉持伸幸）、LAKUKU まえかわ（前川恵一）、BG-TADAHIKO（渡辺忠彦）、HASEGAWA（ぱんちめん）、RITとTAMの うみのおや（高橋将人）
- 音楽：ZOSO.TAKASHIBA（高芝泰彦）、ATSU.ISEMURA（伊勢村篤義）
- コンセプション：USELESS KURAI（倉持亮一）
- ナビゲーター：YUKI ARAI（あらいゆき）
- スペシャル・サンクス：CYNTHIA LAN.G-くれふ（松田信）、GROOBTUBE(M2) AXZ-KEI、ローリング兄、AOKI CODY（あおきこうじ）、MORITA かちさと、ジャレコオールスタッフ

## 評価
- ゲーム誌『ファミコン通信』の「クロスレビュー」では、5・5・6・4の合計20点（満40点）となっており[21][17]、レビュアーの意見としては「『ファイナルファイト』風ストリートファイトもの。（中略）これで完成度が高いのなら別にいいんだけど、動きがぎこちなくてプアーな感じだ」などと評されている[21]。

- ゲーム誌『ファミリーコンピュータMagazine』の読者投票による「ゲーム通信簿」での評価は以下の通りとなっており、20.97点（満30点）となっている[1]。この得点はスーパーファミコン全ソフトの中で137位（323本中、1993年時点）となっている[1]。

| 項目 | キャラクタ | 音楽 | 操作性 | 熱中度 | お買得度 | オリジナリティ | 総合  |
| 得点 | 3.64       | 3.39 | 3.76   | 3.78   | 3.27     | 3.14           | 20.97 |

- ゲームムック『死ぬ前にクリアしたい200の無理ゲー ファミコン&スーファミ』のレビューには「殴り用の武器は立直も攻撃力も素手より弱く、しかも投げたり捨てることもできない。一種のトラップだ」「敵は攻撃モーション中は無敵なので、迎撃しようとするとやられてしまう」と書かれている[20]。

## 続編
- ラッシング・ビート乱 複製都市（1992年） - シリーズ2作目
- ラッシング・ビート修羅（1993年） - シリーズ3作目
- RUSHING BEAT X: Return Of Brawl Brothers(2025年予定) - シリーズ4作目